# Bartsch II

Barcz II

Barcz II a

Bartsch II (Barcz II) – kaszubski herb szlachecki. Z powodu specyficznej historii regionu, mimo przynależności do Rzeczypospolitej, rodzina i herb nie zostały odnotowane przez polskich heraldyków.
Istniały inne rodziny tego samego nazwiska, osiadłe w tym samym regionie, ale używające innych herbów (Bartsch, Bartsch III, Bartsch IV).

## Opis herbu
Opis z wykorzystaniem zasad blazonowania, zaproponowanych przez Alfreda Znamierowskiego.
Według Przemysława Pragerta istniały co najmniej dwa warianty tego herbu.
Barcz II: W polu błękitnym jeleń kroczący, srebrny. Klejnot: nad hełmem bez korony, półksiężyc z twarzą srebrny, nad każdym z rogów po gwieździe złotej.
Barcz II a: Pole czerwone, klejnot dodatkowo między dwoma piórami strusimi błękitnymi.

## Najwcześniejsze wzmianki
Herb wymieniany w herbarzu Siebmachera (Nowy Siebmacher). Wariant IIa wymieniają Uzupełnienia do Siebmachera, jako herb linii z Perlinka lub Sarbska.

## Rodzina Bartsch
Rodzina wywodząca się z Pomorza Zachodniego, w początkach wieku XVII osiadła w okolicach Szadzka i Nowogardu. Heraldycy mają trudność z odróżnieniem tej rodziny i rodziny używającej herbu Bartsch III. Członkowie obu rodzin mogli nawet zamiennie używać różnych herbów. Ponadto obie rodziny służyły licznie w armii pruskiej i nie ma pewności, która konkretnie posiadała w danym momencie działy we wioskach przypisywanym Barczom ogólnie: Perlinko, Gardkowice, Gniewinko, Sarbsko, Bożepole Małe, Starbienino, Salinko.

## Herbowni
Barcz (Bartsch).